# Kupa e Shqipërisë 2003-2004
La Coppa d'Albania 2003-2004 è stata la 52ª edizione della competizione. Il torneo è cominciato il 29 agosto 2003 ed è terminato il 19 maggio 2004. La squadra vincitrice si qualifica per il primo turno preliminare della Coppa UEFA 2004-2005. Il Partizani Tirana ha vinto il trofeo per la quindicesima volta.

## Primo turno preliminare
Le partite di andata si sono giocate il 29 agosto 2003, quelle di ritorno il 4 settembre.
| Squadra 1    | Totale    | Squadra 2          | Andata | Ritorno |
| ------------ | --------- | ------------------ | ------ | ------- |
| Fushë Mbreti | 3-0       | Sopoti             | 2-0    | 1-0     |
| Maliqi       | 2-4       | Pogradeci          | 1–2    | 1–2     |
| Domozdova    | 1-15      | KS Egnatia         | 1-4    | 0-11    |
| Kukësi       | 1-8       | Laçi               | 1-3    | 0-5     |
| Albania      | 6-6       | Ada                | 4-3    | 2-3     |
| Nacional     | 3-1       | Iliria             | 2-1    | 1-0     |
| Burreli      | 0-2       | Kamza              | 0-1    | 0-1     |
| Korabi       | 0-4(a)    | KS Veleçiku Koplik | 0-2(a) | 0-2(a)  |
| Gramshi      | 3-7       | Turbina Cërrik     | 2-2    | 1-5     |
| Butrinti     | 1-6       | Luftëtari          | 0-1    | 1-5     |
| KF Poliçani  | 2-6       | Albpetrol          | 2-2    | 0-4     |
| Rrësheni     | 1–10      | Kastrioti          | 1-4    | 0-6     |
| KF Cakrani   | 3-7       | Apolonia Fier      | 1-4    | 2-3     |
| Melesini     | 1-5       | Devolli            | 1-3    | 0-2(a)  |
| Gramozi      | 1-5       | Skënderbeu         | 0-0    | 1-5     |
| Tepelena     | 4-7       | Delvina            | 3-2    | 1-5     |
| Përmeti      | 1-6       | Bylis Ballsh       | 1-4    | 0-2     |
| KF Këlcyra   | 2-2(2-4p) | Memaliaj           | 2-0    | 0-2     |
| KF Çlirimi   | 2-0       | Erzeni             | 2-0    | 0-0     |
| Frakulla     | 0-4(a)    | Naftetari Kucove   | 0-2(a) | 0-2(a)  |
| Suçi         | 0-5       | Besëlidhja         | 0-5    | 0-0     |
| Skrapari     | 0-6       | Tomori             | 0-4    | 0-2     |

## Sedicesimi di finale
Le partite di andata si sono giocate il 17 settembre 2003, quelle di ritorno il 1º ottobre.
| Squadra 1        | Totale | Squadra 2          | Andata | Ritorno |
| ---------------- | ------ | ------------------ | ------ | ------- |
| Turbina Cërrik   | 2-8    | Tirana             | 0-3    | 2-5     |
| Ada              | 0-11   | Vllaznia           | 0-2    | 0-9     |
| Fushë Mbreti     | 2-14   | Partizani Tirana   | 2-8    | 0-6     |
| KS Egnatia       | 0-1    | Teuta              | 0-1    | 0-0     |
| Skënderbeu       | 2-5    | Shkumbini          | 1-1    | 1-4     |
| Pogradeci        | 1-2    | Dinamo Tirana      | 1-1    | 0-1     |
| Albpetrol        | 3-2    | Flamurtari Valona  | 0-2    | 3-0     |
| Devolli          | 3-9    | Elbasani           | 1-1    | 2-8     |
| Naftetari Kucove | 2-4    | Besa Kavajë        | 2-2    | 0-2     |
| Memaliaj         | 0-13   | Lushnja            | 0-3    | 0-10    |
| Delvina          | 5-6    | Apolonia Fier      | 5-0    | 0-6     |
| Tomori           | 2-1    | KF Çlirimi         | 1-0    | 1-1     |
| Luftëtari        | 2-4    | Bylis Ballsh       | 2-0    | 0-4     |
| Kamza            | 3-2    | KS Veleçiku Koplik | 2-0    | 1-2     |
| Kastrioti        | 3-2    | Besëlidhja         | 2-1    | 1-1     |
| Nacional         | 2-3    | Laçi               | 2-0    | 0-3     |

## Ottavi di finale
Le partite di andata si sono giocate il 12 novembre 2003, quelle di ritorno il 26 novembre.
| Squadra 1     | Totale | Squadra 2        | Andata | Ritorno |
| ------------- | ------ | ---------------- | ------ | ------- |
| Bylis Ballsh  | 2-4    | Shkumbini        | 2-0    | 0-4     |
| Albpetrol     | 3-4    | Elbasani         | 1-1    | 2-3     |
| Kastrioti     | 2-8    | Partizani Tirana | 1-2    | 1-6     |
| Laçi          | 3-6    | Dinamo Tirana    | 1-2    | 2-4     |
| Lushnja       | 0-3    | Tirana           | 0-1    | 0-2     |
| Tomori        | 1-3    | Besa Kavajë      | 1-2    | 0-1     |
| Kamza         | 3-7    | Teuta            | 3-3    | 0–4     |
| Apolonia Fier | 2-11   | Vllaznia         | 2-4    | 0-7     |

## Quarti di finale
Le partite di andata si sono giocate il ?, quelle di ritorno il ?.
| Squadra 1     | Totale | Squadra 2        | Andata | Ritorno |
| ------------- | ------ | ---------------- | ------ | ------- |
| Dinamo Tirana | 4-3    | Teuta            | 2-1    | 2-2     |
| Elbasani      | 1-2    | Partizani Tirana | 0-0    | 1-2     |
| Shkumbini     | 1-2    | Vllaznia         | 1-0    | 0–2     |
| Besa Kavajë   | 2-5    | Tirana           | 1–3    | 1-2     |

## Semifinali
Le partite di andata si sono giocate il ?, quelle di ritorno il ?.
| Squadra 1     | Totale | Squadra 2        | Andata | Ritorno |
| ------------- | ------ | ---------------- | ------ | ------- |
| Dinamo Tirana | 5-2    | Tirana           | 3-1    | 2-1     |
| Vllaznia      | 0-5    | Partizani Tirana | 0-2    | 0-3     |

## Finale
| Tirana 19 maggio 2004, ore 18:00 UTC+1 | Dinamo Tirana | 0 – 1 | Partizani Tirana | Qemal Stafa Stadium (2,500 spett.) |